# Giovanni Torboli
Giovanni Torboli –conocido como Gianni Torboli– (Riva del Garda, 25 de diciembre de 1949) es un deportista italiano que compitió en vela en la clase Soling. Ganó una medalla de plata en el Campeonato Mundial de Soling de 1996.

## Palmarés internacional
| \| Campeonato Mundial \| Campeonato Mundial \| Campeonato Mundial \| Campeonato Mundial \| \| Año \| Lugar \| Medalla \| Clase \| \| ------------------ \| ------------------ \| ------------------ \| ------------------ \| \| 1996 \| Punta Ala (Italia) \| Medalla de plata \| Soling \| |                    |                  |        |
| Campeonato Mundial |                    |                  |        |
| Año | Lugar              | Medalla          | Clase  |
| 1996 | Punta Ala (Italia) | Medalla de plata | Soling |